# Dwudziesty piąty rząd Izraela
Dwudziesty piąty rząd Izraela – rząd Izraela, sformowany 13 lipca 1992, którego premierem został Icchak Rabin z Partii Pracy. Rząd został powołany przez koalicję mającą większość w Knesecie XIII kadencji, po wyborach w 1992 roku. 4 listopada 1995 Rabin zginął w zamachu, pełniącym obowiązki premiera został Szimon Peres. Dwudziesty piąty rząd formalnie funkcjonował do 22 listopada 1995, kiedy to powstał nowy rząd pod przywództwem Peresa.